# Maidani
Maidani o Lowhagar és una serralada de muntanya al districte de Bannu al Panjab, Pakistan, coneguda també com a serralada de Shingarh o Muntanyes Chichali; corren per la vall del Bannu cap a l'est i divideixen les conques del Kuram i el Gambilla de la de l'Indus. El punt més alt és el Sukha Zarat, a uns 25 km a l'oest de Kalabagh, amb 1.471 metres; la muntanya Maidan, a la meitat de la serralada a 32° 51′ N, 71° 10′ E / 32.850°N,71.167°E, té 1.319 metres. La cara oriental és de penya-segats impracticables.